# Skidaway Island
Skidaway Island es un lugar designado por el censo ubicado en el condado de Chatham en el estado estadounidense de Georgia. En el censo de 2000, su población era de 6.914.

## Geografía
Skidaway Island se encuentra ubicado en las coordenadas 31°55′39″N 81°2′33″O / 31.92750, -81.04250 (31.927434, -81.042505). Según la Oficina del Censo, la localidad tiene un área total de 46,3 km² (17,9 mi²), de la cual 42,4 km² (16,4 mi²) es tierra y 3,9 km² (1,5 mi²) (8.4%) es agua.

## Demografía
Según la Oficina del Censo en 2000 los ingresos medios por hogar en la localidad eran de $96,395, y los ingresos medios por familia eran $107,013. Los hombres tenían unos ingresos medios de $80,486 frente a los $42,188 para las mujeres. La renta per cápita para la localidad era de $63,851. 